# Mário Mendonça
Mário Albino Meira Mendonça (sinh ngày 18 tháng 8 năm 1991) là một cầu thủ bóng đá người Bồ Đào Nha thi đấu cho Oliveirense ở vị trí tiền đạo.

## Sự nghiệp bóng đá
Vào ngày 14 tháng 8 năm 2013, Mendonça có màn ra mắt cho Chaves trong trận đấu tại Cúp Liên đoàn bóng đá Bồ Đào Nha 2013–14 trước Oliveirense, anh vào sân thay cho Arnold (80th minute).